# Orto botanico dell'Università dell'Aquila
L'orto botanico dell'Università dell'Aquila, anche conosciuto come orto botanico di Collemaggio, è un orto botanico dell'Aquila, situato in prossimità della basilica di Santa Maria di Collemaggio.

## Storia
Nel 1965 l'amministrazione provinciale dell'Aquila mise a disposizione della facoltà di Scienze matematiche, chimiche, fisiche e naturali dell'Università degli Studi dell'Aquila una prima area dell'attuale orto botanico (corrispondente all'attuale "giardino delle Peonie" e "giardino dello Zafferano") a fini didattici e di sperimentazione. Dopo una fase di abbandono, nel 1999 l'area è stata espansa all'intera collina al di sotto della basilica di Collemaggio, includendo quello che è stato denominato "giardino della Transumanza", a ricordo del punto di partenza del tratturo L'Aquila-Foggia.

## Descrizione e gestione
L'orto botanico è ubicato a circa 720 m s.l.m. e ha una superficie di circa 8 ettari, in gran parte in pendio. È gestito dal Settore politiche ambientali e sviluppo territoriale della provincia dell'Aquila in quanto "orto di interesse regionale" ai sensi della legge regionale numero 35/1997.

## Struttura
Il giardino è suddiviso in numerosi settori, ciascuno dedicato ad uno specifico ambiente:
- giardino delle peonie;
- serra delle piante succulente;
- giardino dello zafferano;
- arboreto dei comuni;
- giardino delle farfalle;
- semenzaio;
- parete stillicidiosa e sottobosco;
- specie aromatiche e officinali;
- giardino roccioso ornamentale;
- bulbose ed erbacee perenni;
- olmeto spontaneo;
- aiuole didattiche;
- percorso per non vedenti;
- giardino fenologico;
- giardino acquatico;
- ambienti di alta e bassa quota;
- prati steppici e garriga;
- ambiente acquatico;
- antiche cultivar e pomario;
- giardino dei semplici;
- ecosistemi forestali.

Per quanto riguardano le specie coltivate, nel 2008 erano presenti 645 entità, delle quali 165 aliene ed esotiche naturalizzate, mentre tra le specie autoctone ci sono 22 specie endemiche, 3 specie esclusive 11 specie protette e 21 specie rare.